# 213 (grupp)
213 var en amerikansk hiphopgrupp från Long Beach, Kalifornien. Gruppens medlemmar var rapparna Snoop Dogg, Warren G och Nate Dogg. Gruppen var början på medlemmarnas karriärer inom hiphop. 

## Diskografi

### Album
- The Hard Way – 2004

### Singlar
- "Groupie Luv"
- "So Fly"